# Ломами (провинция)
Ломами (фр. Lomami) — провинция Демократической Республики Конго, расположенная в центре страны.

## География
До конституционной реформы 2005 года Ломами была частью бывшей провинции Восточное Касаи. Административный центр — город Кабинда. По территории провинции протекает река Ломами.
Население — 2 048 839 человек (2005). Провинцию населяют три этнические группы — сонгье, каньок и луба.

## Административное деление

### Город
- Мвене-Диту[англ.]

### Территории
- Гандаджика
- Кабинда
- Камиджи
- Лубао
- Луилу